# Opel 25/40 PS
Der Opel 25/40 PS war ein PKW der Oberklasse, den die Adam Opel KG von 1907 bis 1909 als Nachfolger des Modells 35/40 PS baute.

## Geschichte und Technik
Der 25/40 PS war gegenüber dem Vorgängermodell in der Länge gewachsen. Der Motor fiel bei gleichbleibender Leistung aber um 0,5 Liter kleiner aus.
Er war ein aus zwei Blöcken zusammengesetzter Vierzylinder-Blockmotor mit 6334 cm³ Hubraum (Bohrung × Hub = 120 mm × 140 mm), der 40 PS (29 kW) bei 1500/min. leistete. Der seitengesteuerte Motor mit T-Kopf war wassergekühlt, das Kühlwasser zirkulierte durch eine Zentrifugalpumpe. Der Kolbenschiebervergaser besaß eine Vorwärmung des Kraftstoff-Luft-Gemisches. Jeder Zylinder hatte zwei Zündkerzen, wobei jeweils eine von einer Batteriezündung und die jeweils andere von einer Magnetzündung gespeist wurde. Die Motorleistung wurde über eine Metallkonuskupplung, ein manuelles Vierganggetriebe und eine Kardanwelle an die Hinterachse weitergeleitet.
Der Rahmen war aus Stahlblech-U-Profilen zusammengesetzt. Die beiden Starrachsen waren an halbelliptischen Längsblattfedern aufgehängt. Die Betriebsbremse war als Innenbackenbremse ausgeführt, die auf die Getriebeausgangswelle wirkte. Die Handbremse wirkte auf die Trommeln an den Hinterrädern.
Verfügbar war der 25/40 PS als vier- oder sechssitziger Doppel- oder Dreifachphaeton, als zweitüriges Coupé, als viertürige Limousine und als ebensolches Landaulet. Mit dem billigsten Aufbau (Coupé) kostete er 17.000 RM.
Der 25/40 PS wurde bis Ende 1909 gebaut. Im Folgejahr lösten ihn das Modell 24/50 PS ab.